# Ipomoea conzattii
Ipomoea conzattii är en vindeväxtart som beskrevs av Greenman. Ipomoea conzattii ingår i släktet praktvindor, och familjen vindeväxter. Inga underarter finns listade i Catalogue of Life.